# Vranac (vino)
Vranac (mak. Vranec) je autohtona sorta grožđa koja se uzgaja u Srbiji, BIH, Crnoj Gori i Makedoniji.
Smatra se najznačajnijom sortom grožđa u Crnoj Gori, Hercegovini i jednom od najznačajnijih u Makedoniji, ima ga dosta i u Srbiji. Od ove sorte proizvode se suha vina jedinstvenog okusa i karaktera, koja su istoznačnica za Balkan. Zrna su velika i tamno obojena, a loza umjereno snažna i vrlo izdašna. Grožđe se bere ručno i u ovisnosti od područja berba počinje od polovice rujna i tijekom listopada.
Mlada vina proizvedena od vranca imaju svijetlu purpurnu boju i miris na džem od voća. Snažna taninska struktura pruža svježinu i srednje do visoku razinu kiselina. Poslije godinu ili dvije dana starenja, purpurna se boja razvija u intenzivnu tamnu rubinsku boju, a u mirisu se javljaju komleksnije arome koje nagoviještavaju cimet, čokoladu, sladić, cvijeće, tamno voće, biljke, i čak drvo kao što je hrast.
Okus je suptilan i pun. Vranac izuzetno dobro podnosi hrast i starenje u boci, što je često neophodno da bi se ukrotila njegova snažna mješavina tanina i kiselina. Zahvaljujući svojoj harmoničnoj prirodi dobro se usklađuje s drugim sortama grožđa, kao što su cabernet sauvignon i merlot. Preporučuje se poslužiti na sobnoj temperaturi i izuzetno se dobro slaže s dimljenim mesom, salatama i starim sirevima snažnih ukusa.